# Assedio di Montemassi
L'assedio di Montemassi ebbe luogo tra il 3 aprile ed il 27 agosto 1328 tra l'esercito lucchese di Castruccio Castracani, e l'esercito senese, affidato a Guidoriccio da Fogliano.

## Antefatti
I Cappucciani, signori di Montemassi e Sticciano, approfittando della situazione favorevole venutasi a creare in seguito alla marcia su Roma di Ludovico il Bavaro, nel dicembre del 1327 rompono i patti con la Repubblica di Siena del 20 ottobre 1324 e si fortificano all’interno del Castello di Montemassi.

## L'assedio

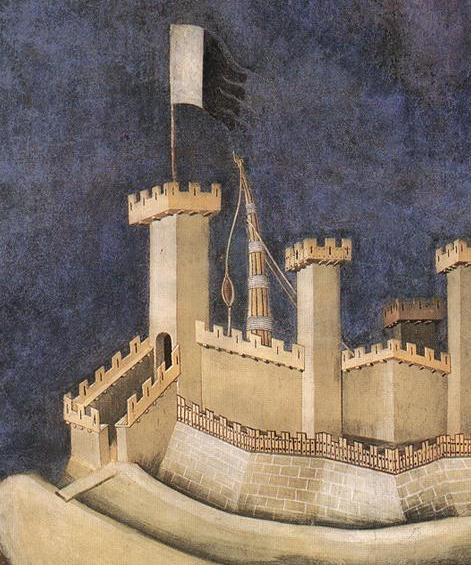
Particolare dell'affresco di Guidoriccio da Fogliano all'assedio di Montemassi raffigurante il trabucco d'assedio all'interno del battifolle senese.

Fallite le soluzioni diplomatiche, il 3 aprile 1328 l’esercito Senese guidato dal capitano di guerra Guidoriccio da Fogliano giunge in Maremma con 200 cavalli e 600 fanti per cingere d’assedio la città. 
Vedendo prolungarsi lo scontro, e vista l’impossibilità di prendere agilmente il castello con la forza, l’esercito senese decide di costruire un grande trabucco e di rinforzare l’accampamento con la creazione di un battifolle, un bastione di legno che circondava con una serie di steccati il forte assediato.
Il 10 aprile dello stesso anno Castruccio Castracani invia 400 cavalieri in soccorso di Montemassi, nel tentativo di forzare l’assedio senese. Guidoriccio, nonostante la superiorità numerica delle sue truppe, evita lo scontro diretto e si ritira verso Roccastrada, lasciando solo una frazione del suo esercito a continuare le operazioni militari all’interno del battifolle.
L’entrata dell’esercito lucchese riesce a portare viveri al castello ed a rinforzare gli assediati. Su decisione di Castruccio Castracani vengono fatti uscire dal paese Nellino Cappucciani insieme a tutte le donne locali.
L’occupazione lucchese di Montemassi ha tuttavia breve durata, poiché l’acuirsi della insurrezione di Pistoia costringe Castruccio a richiamare i suoi soldati. Questa occasione viene prontamente colta da Guidoriccio che torna a stringere l’assedio con il grosso dell’esercito senese, nel frattempo cresciuto di numero.
Una volta riconquistata Pistoia ed impadronitosi di Pisa, Castruccio può concentrare la sua attenzione verso Montemassi. Dopo un momentaneo ripiegamento delle truppe senesi verso l’alta Maremma, il 25 agosto gli eserciti rivali si scontrano in una battaglia campale. La superiorità dell’esercito di Siena è però troppa (900 cavalieri e 9000 fanti, contro 600 cavalieri di Lucca) e le truppe di Castruccio sono costrette alla definitiva ritirata verso Lucca.
Senza il vitale supporto alleato, il 27 agosto 1328 il castello si arrende, agli abitanti viene garantita la salvezza ed un compenso di 1000 fiorini di buonuscita in modo tale da scongiurare nuove possibili ribellioni contro Siena.

## Conseguenze

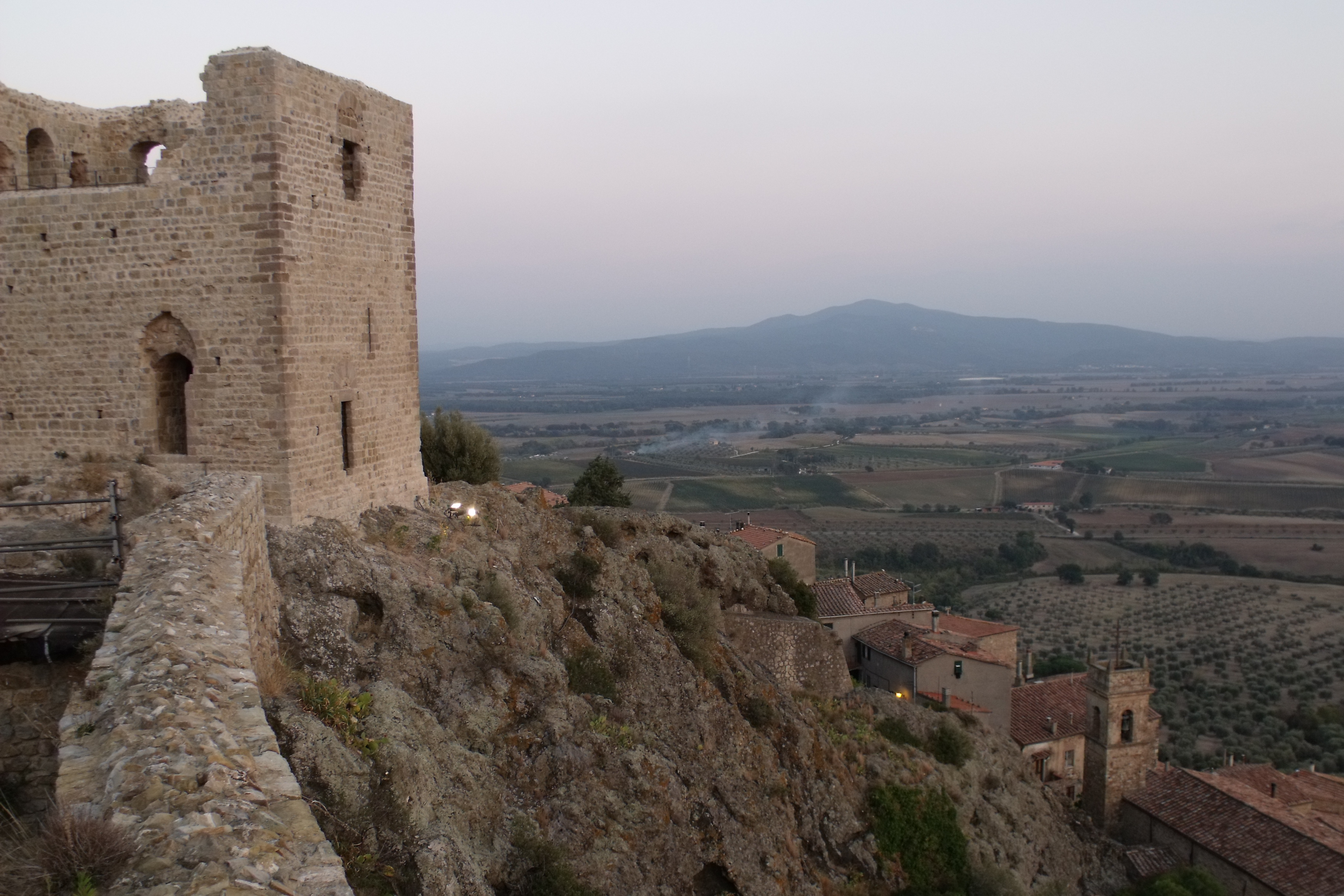
Il Castello di Montemassi.

Nonostante l’impresa di Guidoriccio da Fogliano fosse piuttosto modesta dal punto di vista militare, fu di importanza politica enorme per Siena: Montemassi era stato a lungo un feudo degli Aldobrandeschi e successivamente era divenuto un rifugio sicuro per i fuoriusciti ghibellini appoggiati da Castruccio Castracani, che si opponeva con forza ad una espansione senese nella ricca area delle Colline Metallifere.
Nella città di Siena vennero organizzate delle fiaccolate per commemorare la vittoria militare. A questa impresa è collegato tradizionalmente il documento datato 2 maggio 1330 relativo ad un pagamento a Simone Martini per la realizzazione dell’affresco Guidoriccio da Fogliano all'assedio di Montemassi collocato nella Sala del Mappamondo del Palazzo Pubblico di Siena.